# プログレスM-35
プログレスM-35は1997年にロシア連邦宇宙局が宇宙ステーションミールの補給のために打ち上げたプログレス補給船。シリアル番号は235であった。

## 搭載貨物
プログレスM-34のミールへの衝突事故の後に打ち上げられた補給船であり修理品なども多く積まれていた。輸送された貨物の全重量は2425.3kgであり、燃料、酸素混合物、個人保護用品、交換用ユニット、科学装置、追加の照明装置、宇宙遊泳用の装具、支援コーンドッキング装置導入のためのгермоплатуとスペクトル修理用のアダプタケーブル、乗員のための荷物などが含まれた。また、M-34の衝突事故で減圧下に置かれたスペクトルに取り残されたマイケル・フォールの個人用品の替えとして70kgのアメリカの装置類も積んでいた。

## 運用
M-35は1997年7月5日4時11分54秒にバイコヌール宇宙基地から打ち上げられ、7月7日5時59分24秒(UTC)に自動操縦でミールのクバント1とドッキングした。8月6日11時46分40秒(UTC)、ミールとのドッキングを一度解除したが、8月18日12時52分46秒(UTC)に遠隔操作にて再度ドッキングを行った。
10月7日12時3分47秒(UTC)、M-35はドッキングを解除し、自動飛行に移った。燃え残りはモスクワ時間の20時23分ごろ南緯41度8分、西経171度5分の太平洋に墜落した。